# Rope (chanson)
Singles de Foo Fighters
Wheels
(2009) Walk
(2011)
Rope est le premier single du groupe de rock Foo Fighters issu de l'album Wasting Light sorti en 2011.

## Liste des titres
Toutes les chansons sont écrites et composées par Dave Grohl, Taylor Hawkins, Nate Mendel, Chris Shiflett.
| 1. | Rope | 4:19 |

| 1. | Rope                | 4:19 |
| 2. | Rope (deadmau5 mix) | 3:06 |

## Classement hebdomadaire
| Classement (2011)                                  | Meilleure position |
| -------------------------------------------------- | ------------------ |
| Australie (ARIA)                                   | 55                 |
| Autriche (Ö3 Austria Top 40)                       | 51                 |
| Belgique (Flandre Ultratop 50 Singles)             | 7                  |
| Belgique (Wallonie Ultratop 50 Singles)            | 19                 |
| Canada (Hot 100)                                   | 41                 |
| Canadian Active Rock (America's Music Charts)      | 1                  |
| Canadian Alternative Rock (America's Music Charts) | 1                  |
| Pays-Bas (Single Top 100)                          | 31                 |
| Allemagne (Media Control AG)                       | 83                 |
| Japon (Hot 100)                                    | 24                 |
| Portugal                                           | 29                 |
| UK Singles Chart                                   | 22                 |
| Écosse                                             | 22                 |
| États-Unis (Hot 100)                               | 68                 |
| États-Unis (Alternative Songs)                     | 1                  |
| US Billboard Rock Songs                            | 1                  |

## Membres du groupe lors de l'enregistrement de la chanson
- Dave Grohl - chant, guitare
- Chris Shiflett - guitare
- Nate Mendel - basse
- Taylor Hawkins - batterie
- Pat Smear - guitare